# Laila Ghofran
Jamila Omar Bouamrout (en árabe جميلة عمر بوعمرت) conocida como Laila Ghofran (en árabe ليلى غفران), es una cantante marroquí de la música árabe nacida en Marruecos el 19 de marzo de 1961.

## Carrera
Su carrera inicia en 1980 en Egipto y toma fuerza en 1988 cuando fue elogiada y catalogada como una de las mejores cantantes árabes. Parte de su desarrollo profesional ha sido gracias al apoyo de su esposo y de su director Ibrahim Aakad.
Posteriormente vive una experiencia en el 2008 cuando muere su hija Hiba, lo que la obligó a retirarse por un tiempo para su recuperación emocional y a pesar de este descanso comprensible.
Su público siempre estuvo presente y fiel tras todos estos años a través de sus álbumes y canciones populares como Aktar Min Ay Waat, Ashalihak, Hobbak Nar, Ana Asfa, otro más.

## Discografía

#### Álbumes de estudio
1. Oyounak Amary (1989)
2. Ya Farha Helly (1990)
3. Ana Asfa (1991)
4. Esaalo El Zorouf (1992)
5. Kol Shea Momken (1993)
6. Haza Ekhtiary (1994)
7. Jabar (1996)
8. Malameh (1997)
9. Saat Al Zaman (1999)
10. Ahow Da El Kalam (2003)
11. Aktar Min Ay Waqt (2005)
12. El Garh Men Naseebi (2009)
13. Ahlamy (2013)

#### Sencillos
1. El Youm El Awel (1982)
2. Raseef Omory (fecha desconocida)
3. Ya Beladi (1994)
4. El Helm El Arabi (1996)
5. Ya Rab (2000)
6. Ya Hager (2001)
7. Min Hena Wa Rayeh (2006)
8. Heya Di Masr (2009)
9. Qades Arwahom (2011)
10. El Shabab Da (2011)
11. Berahmetak Aweny (2011)
12. Tahet El Hakayek (2013)
13. Bilad El Aman (2015)
14. Enta Maykhtlefsh Aleek Etneen (2016)
15. Aiz Te'ol Haga (2016)
16. Jabni El Gharam (2018)

- Datos: Q3216356